# Бжостовский, Константин Казимир
Константи́н Казими́р Бжосто́вский (пол. Konstanty Kazimierz Brzostowski; 1644—1722) — белорусский и литовский религиозный и общественный деятель из рода Бжостовских. Сын Циприана (Киприана) Павла. Устроитель имения Верки.

## Биография
Доктор теологии с 1669, епископ виленский, смоленский, секретарь Великого княжества Литовского с 1671, писарь великий литовский. Боролся против магнатского рода Сапег во время «домашней» войны 1696—1702 гг.. В числе других судей подписал смертный приговор Казимиру Лыщинскому.
Освятил 16 марта 1710 года иезуитский костел во имя Иисуса, Марии и святой Барбары в Минске. 1 января 1715 года издал грамоту о повинностях бояр села Дублян — столового епископского имения. Примкнул к Виленской конфедерации 1716 года, направленной против короля Августа II. Пытался убедить Петра I в необходимости толерантного отношения к униатам.